# Túnel Rebouças
El túnel Rebouças se localiza en la ciudad y estado de Río de Janeiro, en Brasil.

## Descripción
Enlazando los barrios de Rio Comprido y Lagoa, este túnel fue proyectado en el gobierno de Carlos Lacerda con el objetivo de conectar directamente las zonas Norte y Sur de la entonces capital, evitando el Centro.
El Segundo gran túnel construido en la ciudad, sus obras quedaron a cargo del Departamento de Carreteras de Guanabara (DER-GB), siendo iniciadas en abril de 1962. Fue inaugurado el 3 de octubre de 1967 en la gestión de Francisco Negrão de Lima al frente del extinto estado de Guanabara. El proyecto del túnel es del ingeniero Antonio Russell Raposo de Almeida.
El túnel posee 2.800 metros de longitud, en dos vías paralelas, cada una con nueve metros de ancho, en un total de 5.600 metros de excavación en roca viva.